# Ninja Express
Ninja Express è una serie animata franco-belga del 2021 creata da Creative Conspiracy, Frog Box e distribuita da Entertainment One, in collaborazione con Gulli, CBBC, VRT-Ketnet e Boomerang.
In Belgio la serie debutta il 1 luglio 2021 su Ketnet, mentre in Italia arriva su Boomerang il 30 agosto 2021 e in Francia la serie debutta nell'autunno dello stesso anno su Gulli. La serie ha raggiunto un notevole successo soprattutto nel Regno Unito, laddove è il programma per bambini più visto di quelli trasmessi dalle reti BBC; in base a tale successo planetario, sono in corso le trattative per una seconda stagione.

## Trama
Kiro, Konpeki e Aka sono tre ninja che gestiscono la Ninja Express, un servizio di consegna attivo a qualsiasi ora del giorno e in qualsiasi parte del mondo. I tre hanno sfruttano determinati poteri speciali per compiere le loro consegne: Kiro, il ninja giallo, individua la data e il luogo della consegna; Konpeki, il ninja blu, ha la capacità di viaggiare attraverso lo spazio e il tempo; Aka, il ninja rosso, può rimpicciolire gli oggetti, così da poterli meglio consegnare ai clienti.

## Episodi
| n° | Titolo originale             | Titolo italiano             | Prima TV originale | Prima TV Italia   |
| -- | ---------------------------- | --------------------------- | ------------------ | ----------------- |
| 1  | Vikingritme                  | Ritmi vichinghi             | 1º luglio 2021     | 30 agosto 2021    |
| 2  | De ultieme zwaarduitttrekker | Lo sguscia-spada fenomenale |                    | 30 agosto 2021    |
| 3  | Een schurk                   | Il cattivo                  |                    | 31 agosto 2021    |
| 4  | Houten paard                 | Il cavallo di legno         |                    | 31 agosto 2021    |
| 5  | Een rijtuig                  | Una corsa incredibile       |                    | 1º settembre 2021 |
| 6  | Op schattenjacht             | Caccia al tesoro            |                    | 1º settembre 2021 |
| 7  | Gek op mariachi              | Viva i Mariachi!            |                    | 2 settembre 2021  |
| 8  | Een vlag                     | La bandiera                 |                    | 2 settembre 2021  |
| 9  | De wensvaas                  | Il vaso dei desideri        |                    | 3 settembre 2021  |
| 10 | Soepmonster                  | La zuppa mostruosa          |                    | 3 settembre 2021  |
| 11 |                              | Vita da cavernicoli         |                    | 6 settembre 2021  |
| 12 | Een rijtuig                  | Una principessa al volante  |                    | 6 settembre 2021  |
| 13 | Robolutie                    | Robot ribelli               |                    | 7 settembre 2021  |
| 14 |                              | Missione al mare            |                    | 7 settembre 2021  |
| 15 | Een ijssculptuur             | Gli sposi di ghiaccio       |                    | 8 settembre 2021  |
| 16 |                              |                             |                    |                   |
| 17 | Ninja schoonmakers           | I ninja delle pulizie       |                    | 8 settembre 2021  |
| 18 | Een "vette" golf             | Un'onda leggendaria         |                    | 9 settembre 2021  |
| 19 | Een eitje                    | L'uovo                      |                    | 9 settembre 2021  |
| 20 | Een toverstaf                | La bacchetta magica         |                    | 10 settembre 2021 |
| 21 |                              | Richieste da cavallo        |                    | 10 settembre 2021 |
| 22 |                              | La batteria                 |                    | 13 settembre 2021 |
| 23 |                              | Tanto di cappello           |                    | 13 settembre 2021 |
| 24 | Een baksteen                 | Il mattone                  |                    | 14 settembre 2021 |
| 25 |                              |                             |                    |                   |
| 26 | Jonkvrouw in nood            | Una principessa in pericolo |                    | 14 settembre 2021 |
| 27 | Een actiefiguurtje           | La statuetta                |                    | 15 settembre 2021 |
| 28 | Schots geruit                | Problemi di kilt            |                    | 15 settembre 2021 |
| 29 |                              |                             |                    |                   |
| 30 |                              |                             |                    |                   |
| 31 |                              |                             |                    |                   |
| 32 |                              |                             |                    |                   |
| 33 |                              |                             |                    |                   |
| 34 |                              |                             |                    |                   |
| 35 |                              |                             |                    |                   |
| 36 |                              |                             |                    |                   |
| 37 |                              |                             |                    |                   |
| 38 |                              |                             |                    |                   |
| 39 |                              |                             |                    |                   |
| 40 |                              |                             |                    |                   |
| 41 |                              |                             |                    |                   |
| 42 |                              |                             |                    |                   |
| 43 |                              |                             |                    |                   |
| 44 |                              |                             |                    |                   |
| 45 |                              |                             |                    |                   |
| 46 |                              |                             |                    |                   |
| 47 |                              |                             |                    |                   |
| 48 |                              |                             |                    |                   |
| 49 |                              |                             |                    |                   |
| 50 |                              |                             |                    |                   |
| 51 |                              |                             |                    |                   |
| 52 |                              |                             |                    |                   |